# Сломанные цветы
«Сломанные цветы» (англ. Broken Flowers) — художественный фильм в жанре комедийной драмы, поставленный режиссёром Джимом Джармушем по собственному сценарию. В главной роли снялся Билл Мюррей.
Фильм был номинирован на Золотую пальмовую ветвь и получил Гран-при 58-го Каннского кинофестиваля.

## Сюжет
От стареющего ловеласа Дона Джонстона уходит его очередная любовница Шерри. Утром того же дня он получает странное анонимное письмо, в нём незнакомка сообщает, что 19 лет назад родила от него сына, который теперь отправился на поиски отца. Дон, наверное, не предпринял бы активных действий после получения письма, но сосед Уинстон, помешанный на интернете и детективах, буквально навязывает свою помощь, предлагая составить список женщин, которые могли бы написать это письмо. Получив список, Уинстон проводит комплекс разыскных мероприятий и чуть позже выдаёт Дону подробную информацию о местожительстве всех женщин, а также планирует все детали предстоящих разъездов — бронирует гостиницы и заказывает прокат автомобилей. Перед отъездом Дона Уинстон советует обращать внимание на розовые предметы в домах давних подруг и на пишущие машинки, так как письмо было напечатано красными чернилами на розовой бумаге.
В первую очередь Дон едет в гости к Лоре. Дома его встречает дочь Лоры — Лолита — весьма раскрепощённая особа, одетая в ярко-розовый мини-халат. Вскоре приезжает и сама Лора — дизайнер мебели (шкафов и комодов). Дон ужинает, узнает детали, спрашивает про пишущую машинку, ночует и летит дальше.
Теперь он наведывается к Доре, которая вместе с мужем занимается недвижимостью. Детей у них нет, но её визитка — розовая.
Третье свидание — с Кармен, которая после «успешной» карьеры юриста стала «коммуникатором с животными» и доктором психологии животных. Она ходит в розовых брюках, и у неё есть дочь, которая живёт в Швеции.
Четвёртая в списке — Пенни. Она живёт на удалённом ранчо. У её мотоцикла розовый бензобак. Когда Пенни видит Дона, начинает кричать на него, а вопрос о сыне вызывает истерику. Перед тем, как приходят двое её друзей-рокеров, Дон успевает заметить выброшенную в траву розовую пишущую машинку, после чего один из рокеров ударяет его кулаком в лицо.
Ещё в списке есть Пепе, но она умерла несколько лет назад, поэтому Дон просто относит цветы на её могилу.
Возможно, все эти поездки не принесли бы определённых зацепок, но, возвращаясь домой, в аэропорту Дон замечает паренька, который сидит у стоянки такси. А тут ещё он получает записку от Шерри на такой же розовой бумаге такими же красными чернилами.
Дон уже начинает верить в розыгрыш Шерри, но недалеко от дома, у кафе, замечает того самого паренька и решает с ним поговорить. Дон покупает ему сэндвич и в ходе разговора заявляет, что знает, что молодой человек ищет своего отца — самого Дона. Парень принимает его за сумасшедшего и убегает прочь. Дон бросается за ним, но тот оказывается быстрее. В финальной сцене фильма Дон обнаруживает себя на перекрёстке нескольких улиц и равнодушно смотрит вдаль.

## В ролях
| Актёр                | Роль          |
| -------------------- | ------------- |
| Билл Мюррей          | Дон Джонстон  |
| Джеффри Райт         | Уинстон       |
| Шэрон Стоун          | Лора Миллер   |
| Фрэнсис Конрой       | Дора          |
| Джессика Лэнг        | Кармен        |
| Тильда Суинтон       | Пенни         |
| Жюли Дельпи          | Шерри         |
| Алексис Дзена        | Лолита Миллер |
| Хезер Симс           | Мона          |
| Кристофер Макдональд | Рон           |

## Производство
Джим Джармуш посвятил фильм покойному французскому кинорежиссёру Жану Эсташу, фотография которого всегда была рядом, пока Джармуш писал сценарий. По словам Джармуша, он ощущал в Эсташе то, что хотел пронести в себе: самовыражение, которое позволит сделать фильм по собственному видению без оглядок на рынок или чьи-то ожидания.

## Выход
Премьера фильма в Европе состоялась 16 мая 2005 года на Каннском кинофестивале. 5 августа 2005 года фильм вышел в США .

### Кассовые сборы
В США фильм вышел 5 августа 2005 года и в первые выходные собрал 780 408 долларов в 27 кинотеатрах. После 15 недель в прокате США фильм собрал 13 744 960 долларов. В международном прокате фильм принёс 33 585 001 доллар, в результате чего общий сбор за время всего показа составил 47 329 961 доллар.

### Критика
На Каннском кинофестивале 2005 года фильм был номинирован на Золотую пальмовую ветвь и получил Гран-при. Агрегатор обзоров Rotten Tomatoes сообщает, что 87 % из 194 опрошенных критиков написали положительные отзывы со средней оценкой 7,49 / 10. Критики сошлись на том, что «Тонкий и сдержанный стиль Билла Мюррея дополняет минималистичное повествование режиссера Джима Джармуша в этой причудливой, но серьезной комедии». На Metacritic фильм получил средний балл 79 из 100, основанный на 39 отзывах кинокритиков, что говорит «в целом о положительном отзыве».

## Награды и номинации
| Премия                 | Категория                                | Номинант     | Результат |
| ---------------------- | ---------------------------------------- | ------------ | --------- |
| «Независимый дух»      | Лучшая мужская роль второго плана        | Джеффри Райт | Номинация |
| «Спутник»              | Лучшая мужская роль — комедия или мюзикл | Билл Мюррей  | Номинация |
| Каннский кинофестиваль | Золотая пальмовая ветвь                  | Джим Джармуш | Номинация |
| Каннский кинофестиваль | Гран-при                                 | Джим Джармуш | Победа    |

## Саундтрек
Саундтрек к фильму отличается эклектичным сочетанием музыки, в основном использующим инструментальные композиции эфиопского джазового музыканта Мулату Астатке в качестве основного, смешанного с гаражным роком (The Brian Jonestown Massacre, The Greenhornes, Holly Golightly), стоунер-роком (Sleep), соулом (Марвин Гэй), рокстеди рэгги (The Tennors) и классической музыкой («Реквием» Габриэля Форе).
1. «There Is an End» (Holly Golightly with The Greenhornes) — 3:05
2. «Yegelle Tezeta» (Мулату Астатке) — 3:14
3. «Ride Yu Donkey» (The Tennors) — 2:03
4. «I Want You» (Марвин Гэй) — 3:57
5. «Yekermo Sew» (Мулату Астатке) — 4:03
6. «Not If You Were the Last Dandy on Earth» (The Brian Jonestown Massacre) — 2:49
7. «Tell Me Now So I Know» (Holly Golightly) — 2:02
  - Автор Рэй Дэвис
8. «Gubèlyé» (Мулату Астатке) — 4:35
9. «Dopesmoker» (Sleep) — 3:57
  - Сокращенная версия
10. Реквием ре мажор, Op. 48 («Pie Jesu») (Oxford Camerata) — 3:30
  - (композитор Габриэль Форе)
11. «Ethanopium» (Dengue Fever) — 4:38
  - Инструментал (композитор Мулату Астатке)
12. «Unnatural Habitat» (The Greenhornes) — 2:08

Композиции использованные в фильме, но не вошедшие в саундтрек
- «Dreams» (The Allman Brothers Band)
- «El Bang Bang» (Джеки Митту)
- «Playboy Cha-Cha» (Мулату Астатке)
- «Mascaram Setaba» (Мулату Астатке)
- «Aire» (композитор Уильям Лоз, исполнитель Fretwork[англ.])
- «Fantasy» (композитор Уильям Лоз, исполнитель Fretwork)
- «Alone in the Crowd» (Мулату Астатке)